# 約費研究院
約費研究院，全称俄罗斯科学院约费物理技术研究院（俄语：Физико-технический институт им. А. Ф. Иоффе）是俄罗斯最大的物理和技术研究机构，该研究机构于1918年成立于彼得格勒，成立后数十年由阿布拉姆·约费管理，现在为俄罗斯科学院的附属机构之一。